# 紳寶93
紳寶93，讀九十三。是由瑞典紳寶汽車生產的車款。在1955年8月18發佈，於同年12月1日首發。由西克斯 盛薩松(Sixten Sason)設計，並安裝有一具3缸748c.c.的SAAB二衝程引擎，輸出33匹馬力 (25kW)，三速手排變速箱。
1957年，二點安全帶成為選配，這是第一款從瑞典外銷的Saab車款，大部分銷往美國。而Saxomat自動離合器和敞棚也列為選配。
1957年九月，推出93B車型。原來兩件式的擋風玻璃被更換成一體式的。
1957年，埃里克卡爾松 (Erik Carlsson)駕駛Saab 93在芬蘭拉力賽中得到冠軍。在1959年也駕駛著Saab 93贏得了瑞典拉力賽的冠軍。不過，Saab並不是第一家贏得瑞典拉力賽的本土汽車廠，Saab長久以來的競爭對手Volvo曾於1957與1958連續打敗Saab兩次。 (車款為Volvo PV544)
1959年推出93F配備前鉸鍊門的Saab GT750，1960年是生產Saab 93的最後一年，之後將由Saab 96接手，而Saab 93在四年間一共生產了52,731輛。